# Movimiento Rupestre
El movimiento Rupestre fue un colectivo musical del rock de México surgido en 1984 en el cual un grupo de artistas que, a falta de recursos para formar bandas con instrumentos eléctricos, presentaron su propuesta sólo acompañados de su voz, guitarra, un teclado o armónica y cuya riqueza estriba en sus letras, muchas veces complejas y más cercanas a la música folk y al rock.

## Historia
El término rupestre en la escena contracultural de la Ciudad de México surgió a partir de la poesía de Alejandro de la Garza El Cholibrí quien, entre otros poemas, escribió El poeta rupestre para una presentación que sustituyó a Concierto en vivo, un performance de Ricardo Castillo y Jaime López en marzo de 1983 en el Centro Cultural José Martí. Rodrigo González y Rafael Catana comenzaron a reunirse con otros músicos que hacían canción de autor pero no coincidían con movimientos como el de la canción latinoamericana o la nueva trova o bien, el rock hecho en los hoyos fonkis. Catana ideó el nombre «Colectivo Rupestre de los Cantantes Bofos» para este colectivo. Por iniciativa de Jorge Pantoja, subdirector del Museo Universitario del Chopo, Rodrigo González escribiría el «Manifiesto Rupestre».
Una de las primeras presentaciones como Rupestres se llevó a cabo en la presentación del libro Crines en la sala Ollin Yoliztli, siendo el Tríptico Rupestre conformado por Rafael Catana, Rodrigo González y Fausto Arellín, quien más que tener una presentación individual acompañaba a los otros dos músicos en sus canciones. Los días 15,16 y 22 de noviembre de 1984 el nombre de un ciclo de conciertos que se realizarían en el Museo Universitario del Chopo durante la dirección de Ángeles Mastretta, por iniciativa de Jorge Pantoja  quien solicitó a Rafael Catana y Rodrigo González un título para el ciclo de tocadas, quienes lo nombraron 2º Festival de la Canción Rupestre. El ciclo de 3 días sería ambientado por 7 cantantes: Rodrigo González y Roberto González el primer día, el segundo día tocarían Jaime López, Cecilia Toussaint, Eblén Macari, Rafael Catana, Mario Mota y Fausto Arrellín, el último día Guillermo Briseño, Alejandro Lora, Roberto Ponce y el grupo Cen estarían en el escenario. Tras esas presentaciones el colectivo se presentaría en otros recintos culturales como la Galería Metropolitana de la Universidad Autónoma Metropolitana (UAM), la Academia de San Carlos y el Teatro El Galeón.
Sería en marzo de 1985 en la Galería Metropolitana de la UAM en donde por iniciativa de Jorge Pantoja, con el fin de promover los ciclos de conciertos rupestres, la fotógrafa Virginia Rodríguez fotografió a los primeros integrantes del colectivo: Nina Galindo, Rafael Cata- na, Eblén Macari, Roberto Ponce, Roberto González, Fausto Arrellín y Rodrigo González.
Posterior a la muerte de Rockdrigo se integrarían otros músicos como Gerardo Enciso, Armando Rosas, Arturo Meza, Mauricio González y Carlos Arellano, entre otros. El 20 de septiembre de 1986 el colectivo organizó en el Auditorio Nacional el concierto In memoriam, dedicado a la memoria de Rodrigo González.

### Manifiesto Rupestre
No es que los rupestres se hayan escapado del antiguo Museo de Ciencias Naturales ni, mucho menos, del de Antropología; o que hayan llegado de los cerros escondidos en un camión lleno de gallinas y frijoles.
Se trata solamente de un membrete que se cuelgan todos aquellos que no están muy guapos, ni tienen voz de tenor, ni componen como las grandes cimas de la sabiduría estética o (lo peor) no tienen un equipo electrónico sofisticado lleno de sinters y efectos muy locos que apantallen al primer despistado que se les ponga enfrente.
Han tenido que encuevarse en sus propias alcantarillas de concreto y, en muchas ocasiones, quedarse como el chinito ante la cultura: nomás milando.
Los rupestres por lo general son sencillos, no la hacen mucho de tos con tanto chango y faramalla como acostumbran los no rupestres pero tienen tanto que proponer con sus guitarras de palo y sus voces acabadas de salir del ron; son poetas y locochones; rocanroleros y trovadores. Simples y elaborados; gustan de la fantasía, le mientan la madre a lo cotidiano; tocan como carpinteros venusinos y cantan como becerros en un examen final del conservatorio...

### Rupestre, el libro
Durante el 2013 y 2014, una serie de recursos fueron publicados a partir de un trabajo coordinado por Jorge Pantoja. Este trabajo consta de Rupestre el libro, que cuenta con un tiraje de 3,000 ejemplares, Rupestre el cancionero y Rupestre el documental.